# Gustav Herth
Gustav Herth (* 13. August 1820 in Buchen; † 27. Dezember 1884) war ein badischer Landwirt, Naturwissenschaftler und Politiker.

## Leben
Gustav Herth studierte in Heidelberg von 1845 bis 1850 Pharmazie sowie Naturwissenschaften und promovierte zum Dr. ph. Von 1850 bis 1857 war er Lehrer der Agrikultur-Chemie und ging dann aus Gesundheitsgründen zur praktischen Landwirtschaft über. Zwischen 1856 und 1862 richtete er die bekannte Bewässerungsanlage des Guts Seehof ein. Er bekleidete zahlreiche Funktionen in landwirtschaftlichen Verbänden.
Von 1861 bis 1863 war Herth Mitglied der Zweiten Kammer der Badischen Ständeversammlung und von 1868 bis 1870 gehörte er als Abgeordneter des Wahlkreises Baden 12 (Heidelberg, Weinheim, Eberbach, Buchen) dem Zollparlament an. Dort schloss er sich den Nationalliberalen an.